# 沙尔坦维利耶
沙尔坦维利耶（法語：Chartainvilliers，法語發音：[ʃaʁtɛ̃vilje]）是法国厄尔-卢瓦省的一个市镇，位于该省东部，属于沙特尔区。

## 地理
沙尔坦维利耶（48°32'39"N, 1°33'6"E）面积9.07 平方千米，位于法国中央-卢瓦尔河谷大区厄尔-卢瓦省，该省份为法国北部内陆省份，北起顺时针与厄尔省、伊夫林省、埃松省、卢瓦雷省、卢瓦-谢尔省、萨尔特省和奧恩省接壤。
与沙尔坦维利耶接壤的市镇（或旧市镇、城区）包括：布格兰瓦勒、内龙、茹伊。

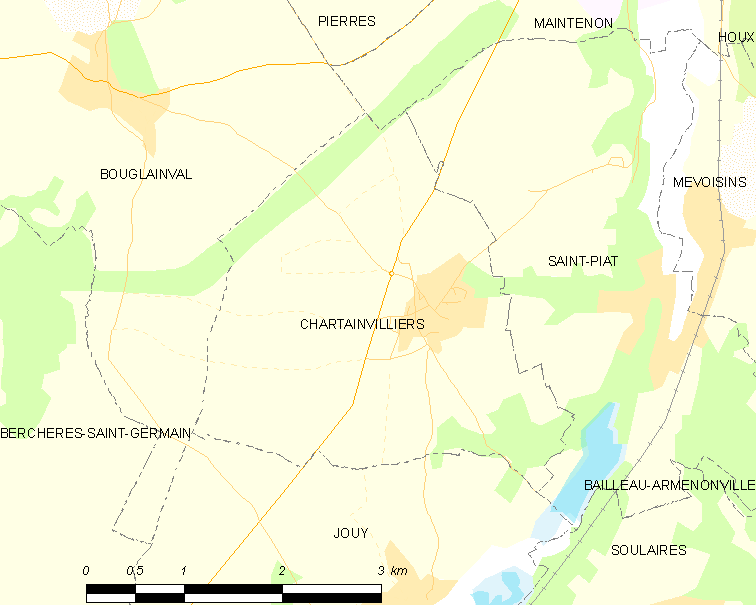
沙尔坦维利耶的OSM定位图

沙尔坦维利耶的时区为UTC+01:00、UTC+02:00（夏令时）。

## 行政
沙尔坦维利耶的邮政编码为28130，INSEE市镇编码为28084。

## 政治
沙尔坦维利耶所属的省级选区为埃佩尔农县。

## 人口

1962-2008年间沙尔坦维利耶人口变化图示

沙尔坦维利耶于2022年1月1日时的人口数量为665人。